# Rob Wiethoff
Robert Allen „Rob” Wiethoff (ur. 15 września 1976 roku w Seymour w Indianie) – amerykański aktor. Występował w roli głosowej i motion capture Johna Marstona w grze Red Dead Redemption (i w dodatkach do tej gry) oraz w jej prequelu Red Dead Redemption 2.

## Wczesne życie
Rob Wiethoff urodził się 15 września 1976 roku w Seymour w Indianie jako Robert Allen Wiethoff. Jego ojciec był lekarzem. Wiethoff uczęszczał do Indiana University.

## Kariera
Podczas uczęszczania do Indiana University Wiethoff zaczął spotykać się z kobietą, która potem wyprowadziła się do Los Angeles. W Los Angeles Wiethoff był przekonywany przez wielu ludzi, by zostać aktorem. Jednak te obietnice nigdy nie były prawdą. Wiethoff nigdy nie otrzymał zbyt wielu ról w aktorstwie i pracował jako barman.
W grudniu 2008 roku Wiethoff wracał do domu, gdy otrzymał telefon od swojego agenta, mówiąc, że miał przesłuchanie do nienazwanej gry komputerowej. Zakończył przesłuchanie, czując się zniechęconym, że nie dostał roli. Kilka dni później jednak dowiedział się, że dostał rolę. Gra została nazwana Red Dead Redemption i wyprodukowana przez Rockstar Games. Wiethoff użyczył głosu głównemu bohaterowi gry, Johnowi Marstonowi, a także zrobił motion capture do tej postaci. Później użyczył głosu Marstonowi w dodatkach do Red Dead Redemption.
W grudniu 2008 roku Wiethoff miał próbę, przez którą zaczął pracować nad Red Dead Redemption 2.